# عملیات مخفیانه
برای اینکه عملیات، عملیات مخفیانه باشد باید از دید نهاد نظارتی، پنهان شود. به ویژه اینکه به منظور جلب اعتماد یک فرد یا سازمان برای یادگیری یا تأیید اطلاعات محرمانه یا به‌دست آوردن اعتماد افراد مورد هدف، برای گردآوری اطلاعات یا شواهد، هویت واقعی شخص، پنهان شود یا از هویت فرضی استفاده شود. به شکل سنتی، این روشی است که سازمان‌های اجرای قانون یا کارآگاهان خصوصی انجام می‌دهند و به کسی که در چنین نقشی فعالیت می‌کند مأمور مخفی گفته می‌شود.

## تاریخچه
در طول تاریخ، کارهای مخفیانه، به شیوه‌های گوناگون انجام شده‌اند. اما نخستین برنامه مخفی سازمان‌یافته، اما غیررسمی را اوژن-فرانسوا ویدوک در اوایل سده ۱۹ (میلادی) در امپراتوری یکم فرانسه برای بازگشت بوربون‌ها به سلطنت فرانسه انجام داد. در پایان سال ۱۸۱۱ (میلادی) ویدوک یک واحد لباس‌شخصی به نام «تیپ امنیتی» به راه انداخت که بعدها با نام «اداره ریاست پلیس»، زیرمجموعه واحد پلیس امنیتی شد. در آغاز، «تیپ امنیتی» ۸ و سپس ۱۲ و در ۱۸۲۳ (میلادی) ۲۰ کارمند داشت. یک سال پس از آن، دوباره رشد کرد تا به ۲۸ کارمند رسید. همچنین ۸ نفر نیز مخفیانه برای تیپ امنیتی کار می‌کردند و به جای حقوق، مجوز قمارخانه می‌گرفتند. شمار زیادی از زیردستان ویدوک، مانند خود او، در گذشته، بزهکار بودند.

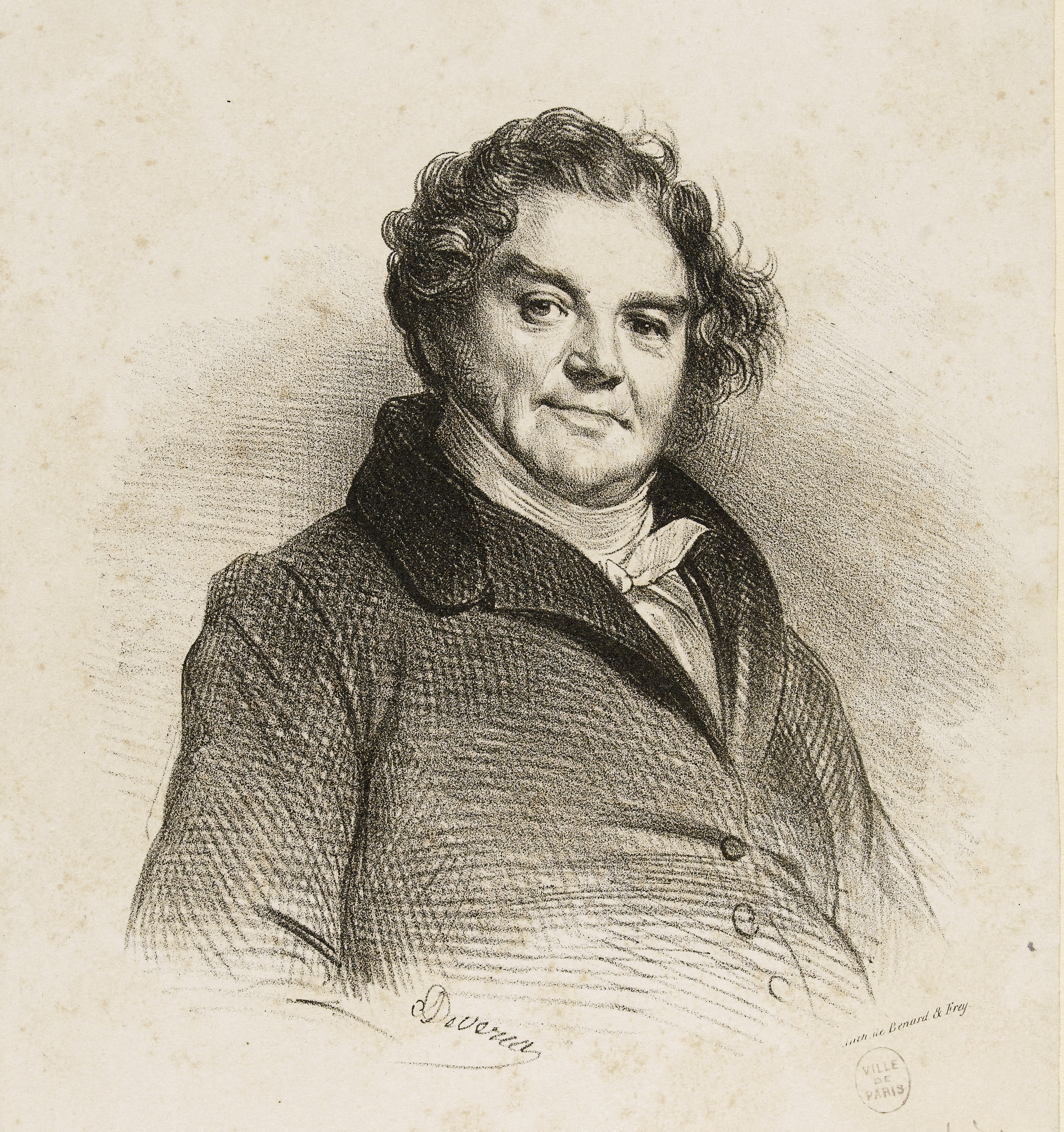
اوژن-فرانسوا ویدوک، بزهکار پیشین و جرم‌شناس پیشرو که یکی از نخستین واحدهای پلیس مخفی را در اوایل سده ۱۹ (میلادی) پایه‌گذاری کرد.

خود ویدوک، مأموران خود را آموزش می‌داد. برای نمونه، به انتخاب فریب درست، بر پایه گونه مأموریت، کمک می‌کرد. خود او هم به دنبال بزهکاران می‌رفت. یادداشت‌های او پر از داستان‌هایی دربارهٔ چگونگی پیشی‌گرفتن از کلاهبرداران، با تظاهر به گدا بودن یا پیرمرد دیوث هستند. در زمانی، او حتی مرگ خود را نیز شبیه‌سازی کرده بود.
در انگلستان، نخستین نیروی پلیس مخفی امروزی در سال ۱۸۲۹ (میلادی) به‌دست رابرت پیل به نام سرویس «پلیس منطقه کلان‌شهری لندن» پایه‌گذاری شد. از همان آغاز، این نیرو، گاهی لباس‌شخصی‌ها را به کار می‌گرفت. اما مردم از بابت اینکه از این نیروها برای سرکوب سیاسی استفاده شود نگران بودند. برای رفع بخشی از این نگرانی‌ها در سال ۱۸۴۵ (میلادی) چند دستور رسمی پلیس، همه عملیات مخفیانه را موظف می‌کردند که به‌طور خاص، یک سرپرست (پلیس) اجازه انجام آنها را بدهد. تنها در سال ۱۸۶۹ (میلادی) بود که رئیس‌پلیس ادموند هندرسون، یک واحد رسمی کارگاه لباس‌شخصی ایجاد کرد.
نخستین شعبه ویژه پلیس، شعبه ویژه ایرلند بود که در ۱۸۸۳ (میلادی) به عنوان بخشی از اداره بررسی‌های جنایی پلیس منطقه کلان‌شهری لندن تشکیل شد. کار آن در آغاز، مبارزه با انجمن برادری جمهوری‌خواه ایرلند بود که چند سال پیش از آن پایه‌گذاری شده بود. این شعبه پیشرو، نخستین واحدی بود که برای عملیات ضدتروریسم، آموزش دیده بود.

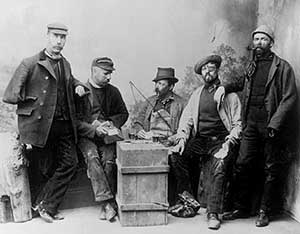
نخستین شعبه ویژه کارآگاه مخفی حوضچه خشک لندن در سال ۱۹۱۱ (میلادی)

با گسترش نقش شعبه ویژه ایرلند برای مبارزه با همه‌گونه تهدید تروریستی، پیشگیری از براندازی خارجی، و نفوذ به سازمان‌های جرائم سازمان‌یافته، نام آن به «شعبه ویژه» تغییر کرد. سازمان‌های اجرای قانون در جاهای دیگری نیز، شعبه‌های همانندی تأسیس کردند.
در ایالات متحده آمریکا اداره پلیس نیویورک سیتی در سال ۱۹۰۶ (میلادی) راه مشابهی را زیر نظر رئیس‌پلیس ویلیام مک‌آدو برای بنیان‌گذاری جوخه ایتالیایی‌های نیویورک به منظور مقابله با بزهکاری‌های شایع و ایجاد ترس در محله‌های فقیرنشین ایتالیایی پیمود. مدت کوتاهی پس از آن، سازمان‌های فدرال گوناگون، برنامه‌های پنهانی خود را آغاز کرند. نمونه آن، اداره تحقیقات فدرال (اف‌بی‌آی) بود که در سال ۱۹۰۸ (میلادی) پایه‌گذاری شد.

## ریسک‌ها
دو مشکل اساسی می‌توانند بر کار مأموران در نقش مخفی، تأثیر بگذارند. یکم حفظ هویت و دوم بازگشت به کار عادی است.
زندگی دوگانه در یک محیط تازه، مشکلات زیادی را پدیدمی‌آورد. کار مخفیانه، یکی از فشار روانی‌زاترین کارهایی است که یک مأمور ویژه می‌تواند انجام دهد. مهم‌ترین دلیل فشار روانی، جدایی مأمور مخفی از دوستان، خانواده، و محیط کاری عادی او است. این جدا افتادگی ساده می‌تواند به افسردگی و پریشانی بینجامد. داده‌ای برای تایین نرخ طلاق مأموران مخفی وجود ندارد. اما آسیب به روابط اجتماعی، رخ می‌دهد. این می‌تواند پیامد نیاز به رازداری و عدم توانایی درمیان‌گذاشتن مشکلات کاری، برنامه کاری غیرقابل پیش‌بینی، تغییر در شخصیت و سبک زندگی، و مدت‌زمان جدایی باشد که باعث مشکلات در روابط می‌شوند.
همچنین فشار روانی می‌تواند نتیجه نبود هدایت تحقیقات یا ندانستن تاریخ پایان عملیات باشد. میزان برنامه‌ریزی دقیق و جزئی‌نگر، ریسک، و هزینه، می‌توانند یک مأمور مخفی را برای موفقیت، زیر فشار بگذارد که فشار روانی فزاینده‌ای را ایجاد می‌کنند. فشار روانی‌ای که یک مأمور مخفی تجربه می‌کند کاملاً با آنچه همتایان او با وظایف عادی (مانند مدیریت و دیوان‌سالاری) تجربه می‌کنند متفاوت است. دوری مأمور مخفی از دیوان‌سالاری می‌تواند مشکلات دیگری ایجاد کند. نبود کنترل‌های معمول، مانند پوشاک همسان، نشان، نظارت دائم، محل کار ثابت، یا (اغلب) یک کار تعیین‌شده، به همراه تماس دائمی با سازمان‌های جرائم سازمان‌یافته، می‌تواند احتمال فساد سیاسی را افزایش دهد.
این فشار روانی می‌تواند باعث سوء مصرف مواد مخدر یا نوشیدنی الکلی شود. به خاطر جدا افتادگی و دسترسی به مواد مخدر، مأموران مخفی، به نسبت دیگر نیروهای پلیس، بیشتر مستعد گرفتار شدن به اعتیاد هستند. به‌طور کلی، پلیس در مقایسه با دیگر گروه‌های شغلی، نرخ الکی‌های بیشتری دارد و فشار روانی، یکی از عوامل احتمالی آن شمرده می‌شود. محیطی که مأموران مخفی در آن کار می‌کنند آنها را اغلب در برابر مصرف الکل قرار می‌دهد که همراه با فشار روانی و تنهایی می‌تواند به الکلی‌شدن بینجامد.
به خاطر خیانت به کسانی که به مأمور مخفی، اعتماد کرده‌اند او ممکن است احساس گناه کند. این می‌تواند باعث پریشانی و حتی در موارد بسیار کمیابی، احساس همدردی با افراد هدف شود. این موضوع، به ویژه در مورد گروه‌های سیاسی صدق می‌کند؛ زیرا مأمور مخفی، اغلب، ویژگی‌های شخصیتی، مانند طبقه اجتماعی، سن، قومیت، یا دین خود را با آن شخص یا گروه، هماهنگ می‌کند. این حتی می‌تواند به روگردانی برخی مأموران بینجامد.
سبک زندگی که مأموران مخفی در پیش می‌گیرند بسیار متفاوت از کارکنان دیگر بخش‌های سازمان‌های اعمال قانون است و این، بازگشت دوباره به وظایف عادی را بسیار دشوار می‌کند. مأمورانی که ساعت کاریشان را خود تعیین می‌کنند از نظارت مستقیم دائمی، به دور هستند و می‌توانند قوانین لباس پوشیدن و آداب کاری را نادیده بگیرند. بنابراین بازگشت دوباره به عنوان یک مأمور عادی پلیس، نیازمند کنارگذاشتن عادت‌ها، گفتار، و لباس پوشیدن گذشته‌است. پس از کار در چنین سبک زندگی آزادانه‌ای، ممکن است مأموران، مشکل رعایت آداب داشته باشند یا از خود، واکنش‌های عصبی نشان دهند. ممکن است احساس ناراحتی کرده و دید کلبی‌گرانه، مشکوک، یا حتی پارانویا پیدا کنند و همیشه در برابر دیگران، گارد بگیرند. خطرات دیگر، افتادن به دست فرد یا گروه هدف و اسارت، مرگ، یا شکنجه هستند.

## اجرای قانون لباس‌شخصی
مأمور مخفی، نباید با مأمور اجرای قانون که لباس شخصی می‌پوشد اشتباه گرفته شود. سازمان‌های اطلاعاتی و اجرای قانون از این روش استفاده می‌کنند. پوشیدن لباس شخصی به معنی پوشیدن لباس، مانند مردم عادی است و هدف از آن، پیشگیری از شناسایی یا تشخیص هویت مأمور اجرای قانون است. مأموران پلیس لباس شخصی معمولاً تجهیزات عادی پلیس و سند شناسایی معمولی دارند. لباس شخصی کارآگاهان پلیس، کت شلوار یا لباس رسمی به جای پوشاک همسانی است که معمولاً همتایانشان می‌پوشند. مأموران پلیس لباس‌شخصی باید هنگام استفاده از اختیارات قانونی خود، هویت خود را آشکار کنند. اگرچه در صورتیکه از آنها پرسیده شد آنها نیاز ندارند که هویت خود را آشکار کنند و ممکن است در برخی مواقع، در مورد وضعیت خود پلیس بودن خود دروغ بگویند. (عملیات استینگ را ببنید)
برخی مواقع، ممکن است پلیس از خودروی بدون نشان پلیس یا خودروی تاکسی‌مانند استفاده کند.

## دیگر گونه‌های عملیات
- عملیات کیف سیاه
- عملیات استینگ
- عملیات نظامی
- عملیات پنهانی
- عملیات سری
- عملیات سیاه
- عملیات ویژه
- ستون پنجم